# Bundesstraße 314
Pour les articles homonymes, voir Route 314.
La Bundesstraße 314 est une Bundesstraße du Land de Bade-Wurtemberg.

## Géographie
La Bundesstraße 314 commence à Lauchringen à la section avec la B 34 et traverse la vallée de la Wutach en passant par Stühlingen jusqu'à Grimmelshofen. Elle monte en épingle ensuite jusqu'à Blumberg, où elle croise la B 27 qui amène à des autoroutes. Cette connexion avec le réseau autoroutier allemand se traduit par la grande importance de la B 314 pour l'est du Haut-Rhin. Il redescend par Tengen et Blumenfeld jusqu'à Hilzingen. Après la jonction de l'autoroute de Hilzingen, il ne reste que quelques kilomètres avant que la B 314 rejoigne la B 34 à Singen. La B 314 contourne ainsi le canton de Schaffhouse, de l'autre côté du Rhin, tandis que la B 34 se termine à Erzingen à l'ouest de Schaffhouse à la frontière suisse et que la route suisse reprend à Thayngen à l'est de Schaffhouse.

## Histoire
La Wutachtalstraße entre Kadelburg et Randen devient une chaussée à partir de 1750. Elle est redésignée badische Staatsstraße Nr. 54 en 1901 puis Reichsstraße 314 vers 1937.

## Source
- (de) Cet article est partiellement ou en totalité issu de l’article de Wikipédia en allemand intitulé « Bundesstraße 314 » (voir la liste des auteurs).

1. ↑  (de) « Die Bundes- und Reichsstraßen in Deutschland - Nr. 166 bis 327 » [archive du 18 février 2009], sur home.arcor.de (consulté le 16 juillet 2025)